# 엠마누엘 카봉고

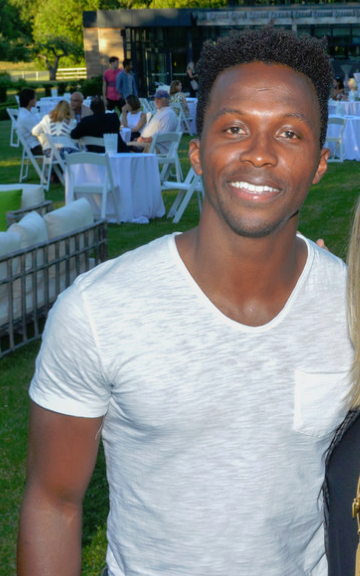

엠마누엘 카봉고(Emmanuel Kabongo, 1986년 12월 25일 ~ )는 캐나다의 배우, 텔레비전 배우이다. 콩고 민주 공화국에서 태어났다.

## 영화
- 안티버쓰 (2016년) - 루크 역
- 디 아더 하프 (2016년)
- 폼페이: 최후의 날 (2014년) - 아프리칸 검투사 역
- 애니멀 프로젝트 (2013년)